# Пінаска
Пінаска (італ. Pinasca, п'єм. Pinasca) — муніципалітет в Італії, у регіоні П'ємонт,  метрополійне місто Турин.
Пінаска розташована на відстані близько 550 км на північний захід від Рима, 39 км на захід від Турина.
Населення — 3024 особи (2014).
Щорічний фестиваль відбувається 15 серпня. Покровителька — Богородиця Небовзята.

## Демографія
Населення за роками:

Станом на 1 січня 2023 року в муніципалітеті офіційно проживало 109 іноземців з 20 країн, серед них 85 громадян країн Євросоюзу та 1 громадянин України.

## Сусідні муніципалітети
- Інверсо-Пінаска
- Пероза-Арджентіна
- Пінероло
- Віллар-Пероза